# Abz Love
Abz Love (tên thật là Richard Abidin Breen, sinh ngày 29/6/1979) là một DJ và nhạc sĩ người Anh, trước đây là thành viên của nhóm nhạc Five. Trước khi bắt đầu sự nghiệp âm nhạc, anh tại trường sân khấu Italia Conti (Italia Conti Stage School) ở London. Bên cạnh hát rap, Abz là một vũ công và chơi vài nhạc cụ. Anh được biết đến với cái tên Abs Breen từ năm 2008 khi cái tên Abz Love được biết đến.

## Tiểu sử
Abz sinh tại Hackney, phía tây London, mang dòng máu Thổ Nhĩ Kỳ và mẹ anh là người Ai Len. Cha của Abz bỏ đi khi anh mới biết đi. Giáo viên của anh tại trường Italia Conti khuyên anh tới buổi thử giọng cho nhóm nhạc và anh đã được chọn cùng với 4 người khác, trở thành một phần của một trong những boyband thành công nhất. Những thành viên của Five gồm có Scott Robinson, Ritchie Neville, J Brown và Sean Conlon.

### Five
Five (còn gọi là 5ive) là một nhóm nhạc Anh, thành lập năm 1997. Five đạt được nhiều thành công tại UK, châu Âu, châu Á, Nga, Brazil, Úc, New Zealand, Mĩ. Nhóm tan rã vào ngày 27/9/2001, sau khi phát hành 20 triệu thu âm, 11 single top 10, 4 album top 10 tại UK. Sau khi Five tan ra, Abz là thành viên duy nhất tung ra album solo Abstract Theory, 3 lần đứng trong top 10 tại UK singles chart.
Sau một thời gian dài biểu diễn trước ánh đèn sân khấu từ năm 16 tuổi, Abz quyết định dành thời gian để du lịch và tham gia chương trình truyền hình thực tế ITV với tư cách là khách mời vào tháng 8 năm 2006, chương trình đảo Love trong 5 ngày. Anh bị người dẫn chương trình Patrick Kielty vì phát âm tiếng Anh Jamaica.

## Five tái hợp năm ă2006
Ngày 27/9/2006 một công bố cho biết 4 trong 5 sẽ tái hợp. Abz tái hợp cùng J, Rich, Scott còn Sean theo đuổi sự nghiệp solo. Tuy tái hợp với 4 thành viên nhưng họ vẫn giữ cái tên Five. Nhóm cũng cho biết sẽ cho ra album mới và lên kế hoạch lưu diễn nhưng khi album mới hoàn thành một nửa, Five tan rã lại vào 19/5/2007 vì họ không thu đủ tiền lãi từcác bản thu âm.
Anh đổi tên thành Abz Love vào tháng 6 năm 2008 và bắt đầu quay lại với âm nhạc. Anh đang viết album sẽ phát hành vào cuối năm 2010, anh cũng được mời tham dự show truyền hình Celebrity Scissorhands của BBC3.

## Danh sách đĩa nhạc

### Albums
| Năm  | Tên               | Bảng xếp hạng | Bảng xếp hạng | Bảng xếp hạng | Bảng xếp hạng |
| Năm  | Tên               | UK            | AI LEN        | ÚC            | Ý             |
| ---- | ----------------- | ------------- | ------------- | ------------- | ------------- |
| 2003 | "Abstract Theory" | 28            | -             | -             | -             |

### Singles
| Year | Title                          | Chart positions | Chart positions | Chart positions | Chart positions | Album           |
| Year | Title                          | UK              | IRE             | AUS             | Ý               | Album           |
| ---- | ------------------------------ | --------------- | --------------- | --------------- | --------------- | --------------- |
| 2002 | "What You Got"                 | 4               | 9               | 33              | 37              | Abstract Theory |
| 2002 | "Shame"                        | -               | -               | -               | -               | Abstract Theory |
| 2003 | "Stop Sign"                    | 10              | 21              | 53              | 96              | Abstract Theory |
| 2003 | "Miss Perfect" [feat. Nodesha] | 5               | 13              | 64              | -               | Abstract Theory |
| 2003 | "7 Ways" [feat. Eve Bicker]    | -               | -               | -               | -               | Abstract Theory |